# Kork Ballington

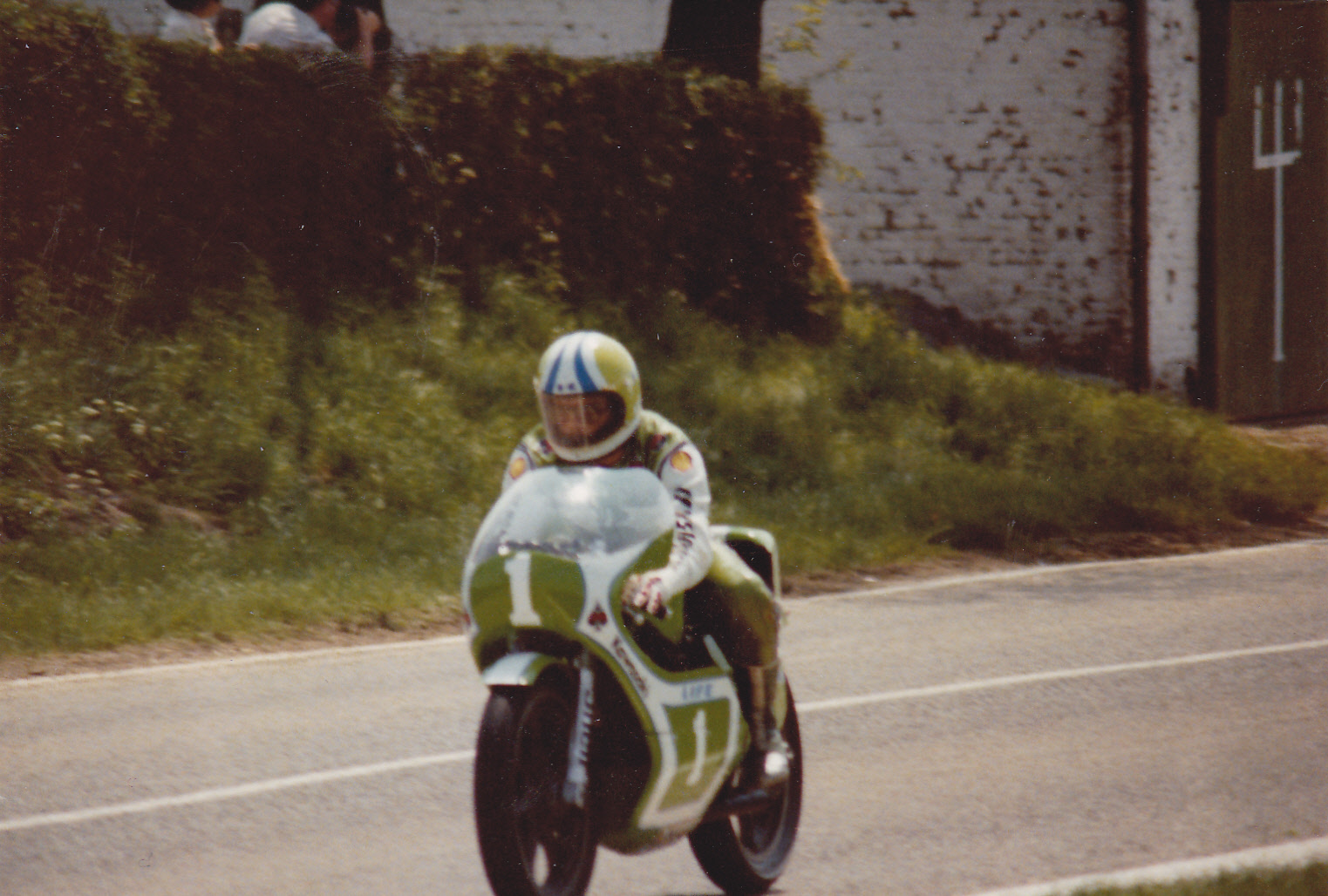
Ballington tijdens de GP van Chimay, 1978

Hugh Neville "Kork" Ballington (Salisbury, Zuid-Rhodesië, 10 april 1951) is een Zuid-Afrikaans motorcoureur. Ballington is viervoudig wereldkampioen in het wereldkampioenschap wegrace.
Ballington gebruikte zijn ervaring in nationale races als springplank om toegang te krijgen tot de Britse racewereld. Daar reed hij een aantal jaar op een verouderde Yamaha, voordat hij de overstap maakte naar het Kawasaki-fabrieksteam met teamgenoten Mick Grant en Barry Ditchburn. In 1978 en 1979 werd hij met afstand wereldkampioen in de klassen 250- en 350 cc.
In 1980, reed Ballington op de nieuwe Kawasaki KR500, maar het ontwikkelen van een nieuwe machine in de koningsklasse bleek een moeilijke opgave te zijn. Na drie jaar in de 500 cc-klasse kon hij zijn succes in de kleinere klassen niet evenaren en stopte met zijn actieve carrière. Ballington woont tegenwoordig met zijn gezin in Brisbane, Australië.

## Statistiek
| Seizoen | Klasse | Motor    | Races | Overw. | Podium | Poles | Ptn | Pos |
| ------- | ------ | -------- | ----- | ------ | ------ | ----- | --- | --- |
| 1976    | 250 cc | Yamaha   | 2     | 0      | 1      | 0     | 15  | 13e |
| 1976    | 350 cc | Yamaha   | 2     | 1      | 1      | 0     | 20  | 12e |
| 1977    | 250 cc | Yamaha   | 6     | 1      | 2      | 0     | 49  | 6e  |
| 1977    | 350 cc | Yamaha   | 4     | 2      | 3      | 1     | 46  | 5e  |
| 1978    | 250 cc | Kawasaki | 11    | 4      | 8      | 5     | 124 | 1e  |
| 1978    | 350 cc | Kawasaki | 10    | 6      | 9      | 4     | 134 | 1e  |
| 1979    | 250 cc | Kawasaki | 11    | 7      | 9      | 3     | 141 | 1e  |
| 1979    | 350 cc | Kawasaki | 9     | 5      | 5      | 5     | 99  | 1e  |
| 1980    | 250 cc | Kawasaki | 6     | 5      | 6      | 1     | 87  | 2e  |
| 1980    | 500 cc | Kawasaki | 6     | 0      | 0      | 0     | 13  | 12e |
| 1981    | 500 cc | Kawasaki | 8     | 0      | 2      | 0     | 43  | 8e  |
| 1982    | 500 cc | Kawasaki | 10    | 0      | 0      | 0     | 31  | 9e  |
| Totaal  | Totaal | Totaal   | 85    | 31     | 46     | 19    | 802 |     |